# ملعب نيريو روكو
ملعب نيريو روكو هو ملعب كرة قدم يقع في ترييستي، إيطاليا، يتسع لـ 32454 متفرج. تم وضع حجر الأساس للملعب في 1987. تم افتتاحه في 18 أكتوبر 1992.